# Viasat True Crime
Viasat True Crime er en europæisk tv-kanal dedikeret til krimiserier. Den blev lanceret den 6. juni 2024 og ejes af Viasat World.
Kanalen er dedikeret til forskellige typer krimiserier. Der sendes krimiprogrammer.